# Kanton Saint-Jean-de-Losne
Saint-Jean-de-Losne is een voormalig kanton van het Franse departement Côte-d'Or. Het kanton maakte deel uit van het arrondissement Beaune. Het werd opgeheven bij decreet van 18 februari 2014, met uitwerking op 22 maart 2015. Alle gemeenten werden opgenomen in het nieuwe kanton Brazey-en-Plaine.

## Gemeenten
Het kanton Saint-Jean-de-Losne omvatte de volgende gemeenten:
- Aubigny-en-Plaine
- Brazey-en-Plaine
- Charrey-sur-Saône
- Échenon
- Esbarres
- Franxault
- Laperrière-sur-Saône
- Losne
- Magny-lès-Aubigny
- Montagny-lès-Seurre
- Montot
- Saint-Jean-de-Losne (hoofdplaats)
- Saint-Seine-en-Bâche
- Saint-Symphorien-sur-Saône
- Saint-Usage
- Samerey
- Trouhans